# Tufão Shantou de 1922
O Tufão de Shantou de 1922 foi um ciclone tropical devastador que causou milhares de mortes na cidade chinesa de Shantou em agosto de 1922. Esse total o torna um dos tufões mais mortais conhecidos da história.

## História meteorológica

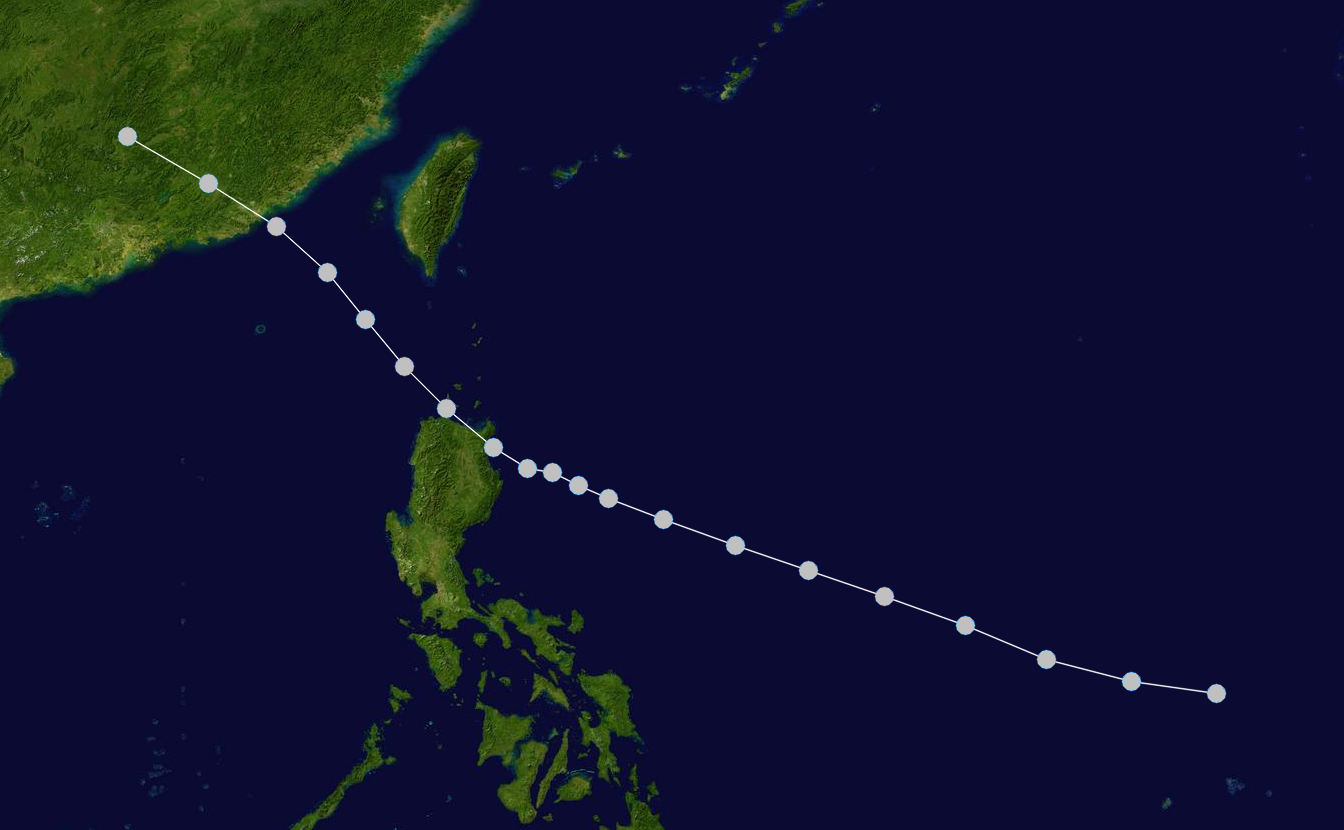
Trajeto do Tufão de Shantou de 1922

Uma depressão tropical localizada próxima às Ilhas Carolinas foi primeiro avistada em 27 de julho. Moveu-se lentamente para noroeste, intensificando-se gradualmente ao longo do Mar das Filipinas. Em 31 de julho, cruzou o norte de Luzon, e entrou na parte mais ao norte do Mar da China Meridional. Então se intensificou mais e fez aportagem na costa chinesa próxima à cidade de Shantou (anteriormente romanizada como Swatow) no final de 2 de agosto ou início de 3 de agosto. Dissipou-se rapidamente no interior posteriormente.
A pressão central mínima conhecida deste tufão é 27,53 polegadas de mercúrio (932 mb). Em determinado momento, estimou-se que os ventos tivessem uma velocidade superior a 100 mph.

## Impacto
Devido ao tufão ter passado por uma parte então pouco habitada das Filipinas, não foram recebidos relatórios de impacto significativo.
Em Shantou, o tufão causou uma maré de tempestade de pelo menos 12 pés acima do normal. A chuva foi intensa, e deixou água suficiente para deixar a terra saturada por alguns dias. Shantou foi uma cidade infeliz, pois cerca de 5 000 pessoas (de uma população de aproximadamente 65 000) pereceram na tempestade. Algumas aldeias próximas foram totalmente destruídas. Vários navios próximos à costa foram totalmente destruídos. Outros foram arrastados até duas milhas terra adentro. A área ao redor da cidade teve cerca de outras 50 000 vítimas. O número total de mortos ficou acima de 60 000, e pode ter sido superior a 100 000.
As 50 000 a 100 000 mortes–100 000+ mortes causadas por este tufão o tornam um dos ciclones tropicais mais mortais do oceano Pacífico norte ocidental. Os outros tufões com totais de mortes comparáveis incluem outro tufão que atingiu a China em 1912 e o Tufão Nina de 1975.